# Quintus Peducaeus Priscinus
Quintus Peducaeus Priscinus war ein römischer Politiker und Senator des 1. Jahrhunderts n. Chr.
Priscinus stammte aus einer republikanischen Familie. Er war entweder ein Sohn des Lucius Peducaeus Colon, Präfekt von Ägypten (70), oder des Lucius Peducaeus Fronto, der unter Kaiser Claudius in Asien Prokurator war. Im Jahr 93 wurde Priscinus zusammen mit Sextus Pompeius Collega ordentlicher Konsul. Priscinus’ Sohn war Marcus Peducaeus Priscinus, der im Jahr 110 Konsul war.